# Acipenser stellatus
Lo storione stellato (Acipenser stellatus Pallas, 1771)  è un pesce d'acqua dolce e marina della famiglia Acipenseridae.

## Distribuzione e habitat
Questa specie è presente nel mar Nero e nel mar Caspio. La popolazione del mar Egeo e quella (introdotta) del mar d'Aral sono estinte. Segnalazioni dal mar Adriatico (Albania) sono da ritenersi infondate.
Per la riproduzione in passato risaliva i maggiori tributari dei bacini sopra elencati mentre oggi si può incontrare solo nel Danubio, nel Don e nel Volga fino a Volgograd.

## Descrizione
Morfologia simile a quella degli altri storioni europei da cui si può distinguere per i seguenti caratteri:
- muso molto stretto, schiacciato ed allungato
- scaglie ossee a forma di stella tra le due file di scudi ossei sui fianchi
- base della fila di barbigli molto vicina alla bocca
- labbro inferiore con un'incisione mediana.

Le dimensioni raggiungono oltre due metri di lunghezza e più di 50 kg di peso.

## Biologia

### Alimentazione
Si ciba di crostacei, molluschi e pesci.

### Riproduzione
Essendo una specie anadroma risale i fiumi per deporre le uova dal mare dove vive abitualmente. Gli adulti migrano la prima volta attorno ai 10 anni di età, le femmine mediamente più tardi; vi sono due ondate migratorie, una in primavera e l'altra in autunno. La riproduzione avviene in tratti di fiume a forte corrente, è importante per il successo della schiusa che la portata del corso d'acqua non subisca brusche variazioni. Le uova sono galleggianti e vengono trasportate a valle dall'acqua. L'estate successiva alla nascita gli avannotti tornano al mare.

## Stato di conservazione
Questo storione è classificato come ”In pericolo critico” dall'IUCN ed è minacciato principalmente dalla sovrapesca e dalla costruzione di sbarramenti sui fiumi che ostacolano le migrazioni riproduttive.